# Charlotte Zucker
Charlotte Zucker, nata Charlotte Ann Lefstein (Milwaukee, 10 marzo 1921 – Shorewood, 5 settembre 2007), è stata un'attrice statunitense.

## Biografia
Nel 1941 ha sposato l'attore Burton Zucker, da cui ha preso il cognome e con cui rimase fino alla morte. La coppia ha avuto tre figli: David, Jerry e Susan.
Ha preso parte ad alcuni film diretti dai figli, David e Jerry.
È morta nel 2007 a 86 anni; riposa nel Second Home Cemetery di Greenfield, Wisconsin.

## Filmografia parziale
- L'aereo più pazzo del mondo (Airplane!), regia di Zucker-Abrahams-Zucker (1980)
- Una pallottola spuntata (The Naked Gun: From the Files of Police Squad!), regia di David Zucker (1988)
- Ghost - Fantasma (Ghost), regia di Jerry Zucker (1990)
- Una pallottola spuntata 2½ - L'odore della paura (The Naked Gun 2½: The Smell of Fear), regia di David Zucker (1991)
- My Life - Questa mia vita (My Life), regia di Bruce Joel Rubin (1993)
- Una pallottola spuntata 33⅓ - L'insulto finale (Naked Gun 33⅓: The Final Insult), regia di Peter Segal (1994)